# ヨードレシニフェラトキシン
ヨードレシニフェラトキシン（iodoresiniferatoxin、I-RTX）は、一過性受容体電位バニロイド1型 (TRPV1) 受容体の強力な競合的アンタゴニストである。I-RTXはレシニフェラトキシン (RTX) に由来する。

## 語源
I-RTXはモロッコ産のサボテン様植物ハッカクキリン Euphorbia resiniferaが生産するレシニフェラトキシンのヨウ素化体である。I-RTXはRTXの5位がヨウ素化されていることから、5-ヨードレシニフェラトキシンとも呼ばれる。

## 合成
I-RTXは芳香族求電子置換反応によってRTXから調製される。

## 化学
RTXの5位のヨウ素化は、この毒をTRPV1受容体アゴニストからアンタゴニストへと変化させる。TRPV1への親和性はRTXから若干低下するだけである。
RTX同様、I-RTXはダフナン類分子に分類される。
本化合物はジメチルスルホキシドおよびエタノールに可溶である。
I-RTXの結合は温度とpHに依存することが、TRPV1を発現させたHEK293細胞を用いた研究で示されている。最適なpHはおよそ7.8から8.0で、結合は37 °Cまでは顕著に上昇し、高温では低下する。

## 標的
当初は、ヨードレシニフェラトキシンは高い親和性（HEK 293/VR1に対するKd = 4.3 ± 0.9 nM、ラット脊髄膜に対するKd = 4.2 ± 1.0 nM）を有するTRPV1受容体の競合的アンタゴニストと考えられていたが、最近の研究では、特に1から30 µMの高濃度においては、マウスの熱調節システムにおいて一時的な部分アゴニスト特性があることも示されている。
TRPV1受容体はカルシウム透過チャネルを形成する838アミノ酸からなるタンパク質をコードしており、カプサイシンによって活性化されるが、有害な熱や細胞外の低pHによっても活性化される。TRPV1受容体は多くの中枢および末梢神経系で発現しており、とりわけ求心性痛覚経路におけるシグナル伝導において重要な役割を果たしている。

## 作用機序
提唱されているTRPV1アゴニストの作用機序は、チャネルポアのブロックである。カプサイシンや6未満のpH、熱をアゴニストとして用いたいくつかの研究では、I-RTXがin vitroにおいて強力な競合的TRPV1アンタゴニストとして作用することが示されている。
また、最近の研究ではマウスの熱制御系において、細胞内Ca2+濃度を増加させるI-RTXの部分的TRPV1アゴニスト用効果が明らかにされている。また、in vitroにおいて組み換えTRPV1に対する弱い部分的アゴニスト活性も示す。このアゴニスト活性は、I-RTXが脱ヨウ素化される代謝を受けるためであると考えられる。In vivoでは、I-RTXはカプサイシン痛覚試験におていて鎮痛活性を示す。ゆえにI-RTXは、TRPV1が媒介する侵害および神経性炎症反応を妨害することができる。

## 毒性
マウスにおいて、I-RTXは用量依存的低体温症を誘導する。0.1 µmol/kg未満の用量でも統計的に有意な差が報告されている。最大作用は1 µmol/kgの用量を投与後60分から100分で見られる。この研究では致死性は報告されていない。

## 臨床応用
鎮痛剤としてのI-RTXの利用に関する臨床研究が行われているが、複雑な化学構造や生産コストの高さ、あまり好ましくない薬物動態学的特性などいくつかの欠点が言及されている。